# 13014 Гасслахер
13014 Гасслахер (13014 Hasslacher) — астероїд головного поясу, відкритий 17 листопада 1987 року.
Тіссеранів параметр щодо Юпітера — 3,182.